# Coupe d'Arménie de football 2013-2014
Navigation
Coupe d'Arménie 2012-2013 Coupe d'Arménie 2014-2015
La Coupe d'Arménie 2013-2014 est la 23e édition de la Coupe d'Arménie depuis l'indépendance du pays. Elle prend place entre le 18 septembre 2013 et le 7 mai 2014.
Un total de huit équipes participe à la compétition, correspondant à l'ensemble des clubs de la première division 2013-2014.
La compétition est remportée par le Pyunik Erevan, tenant du titre, qui s'impose contre le Gandzasar Kapan à l'issue de la finale pour gagner sa septième coupe nationale. Cette victoire permet au Pyunik de se qualifier pour la Ligue Europa 2014-2015 ainsi que pour l'édition 2014 de la Supercoupe d'Arménie.

## Quarts de finale
Les matchs aller sont disputés le 18 septembre et le 2 octobre 2013, et les matchs retour le 23 octobre et le 6 novembre suivants.
| Équipe 1             | Score  | Équipe 2            | Aller | Retour |
| -------------------- | ------ | ------------------- | ----- | ------ |
| Gandzasar Kapan (D1) | 3 - 1  | (D1) Ulisses FC     | 0 - 0 | 3 - 1  |
| Alashkert FC (D1)    | 1 - 3  | (D1) Mika Erevan    | 1 - 0 | 0 - 3  |
| Shirak FC (D1)       | 2 - 2E | (D1) Banants Erevan | 1 - 2 | 1 - 0  |
| Pyunik Erevan (D1)   | 3 - 2  | (D1) Ararat Erevan  | 1 - 1 | 2 - 1  |

## Demi-finales
Les matchs aller sont disputées les 18 et 19 mars 2014, et les matchs retour un mois plus tard les 15 et 16 avril suivants.
| Équipe 1             | Score | Équipe 2            | Aller | Retour |
| -------------------- | ----- | ------------------- | ----- | ------ |
| Gandzasar Kapan (D1) | 3 - 2 | (D1) Banants Erevan | 2 - 1 | 1 - 1  |
| Mika Erevan (D1)     | 0 - 3 | (D1) Pyunik Erevan  | 0 - 1 | 0 - 2  |

## Finale
La finale de cette édition oppose le Pyunik Erevan au Gandzasar Kapan. Le Pyunik, actuel tenant du titre, affiche une certaine expérience à ce niveau de la compétition en disputant sa dixième finale depuis 1992, totalisant six succès en tout ; le Gandzasar atteint pour sa part ce stade pour la première fois de son histoire.
La rencontre est disputée le 7 mai 2014 au stade Républicain Vazgen-Sargsian d'Erevan. Au cours de celle-ci, il faut attendre le temps additionnel de la première période pour voir l'ouverture du score en faveur du Pyunik par l'intermédiaire de Kamo Hovhannisyan. Le club d'Erevan accroît son avance à l'heure de jeu sur un but de Sarkis Baloyan (ru). Malgré la réduction de l'écart de Narek Beglaryan (en) dans la foulée, aucun autre but n'est inscrit et le match s'achève sur une victoire 2 buts à 1 du Pyunik qui remporte ainsi sa septième coupe nationale, la deuxième d'affilée.
| Entraîneur :     |
| Sargis Hovsepian |

| Entraîneur :        |
| Serhiy Puchkov (en) |

| Entraîneur :     |
| Sargis Hovsepian |

| Entraîneur :        |
| Serhiy Puchkov (en) |